# 川上紗惠奈
川上紗惠奈（日语：／ Kawakami Saena，1997年12月5日—），日本女子羽毛球運動員，已退役日本國家羽毛球隊（B隊）成員。島根縣出生，畢業於松任初中及福島縣立富岡高等学校，曾隸屬於北都銀行羽毛球部，隊員編號為12號。

## 簡歷
2015年4月，川上紗惠奈參加紐西蘭羽毛球黃金大獎賽，躋身女單決賽，最後以2比0（21-16、21-18）擊敗中國的何冰娇，贏得冠軍。同年8月，她又在越南大獎賽贏得女單冠軍。
2016年5月，川上紗惠奈出戰越南羽毛球國際挑戰賽，在女單决赛中以1比2（21-19、19-21、13-21）败于越南的武氏妆，赢得亚军。同年7月，她出戰美國羽毛球公開賽，在女單決賽激战以1比2（21-16、11-21、15-21）不敵队友峰步美，屈居亞軍。年尾10月，她在中華台北羽毛球大師賽与队友峰步美会师决赛，最终以1比3（10-12、11-7、9-11、10-12）错失冠军。
2017年4月，川上紗惠奈在中國羽毛球大師賽與大堀彩会师决赛，在三局激战后，以1比2（9-21、21-9、18-21）落敗。同年6月，她出戰中華台北羽球公開賽，在女單决赛中，面对赛会3号种子、马来西亚新秀吳堇溦，以2比0（21-17、21-17）击败对手，赢得了本赛季的个人第一个女單冠军。接着在7月，她再次出戰加拿大羽毛球大獎賽，在女單决赛中，大战三局以2比1（19-21、21-19、21-18）力克苏格兰的克里斯蒂·吉尔莫，连续加冕冠军。8月，她出戰紐西蘭羽毛球黃金大獎賽，在女單决赛中面对赛会头号种子拉差诺·因达农，以1比2（14-21、21-16、15-21）落敗。
2022年7月，川上纱惠奈在超级300台北公开赛女单决赛中与偶像戴資穎交手，被21：17、21：16横扫。
2023年赛季，川上纱惠奈国际赛事最好成绩也未能进入第三轮，也未能入选下一年的日本羽毛球国家队B队。2024年2月25日，在个人ins上宣布退役。

## 主要比賽成績
只列出曾進入準決賽的國際賽事成績：
| 年份   | 賽事                   | 公開賽級別 | 項目     | 成績   |
| ------ | ---------------------- | ---------- | -------- | ------ |
| 2015年 | 亞洲青年羽毛球錦標賽   | 其他       | 混合團體 | 銅牌   |
| 2015年 | 紐西蘭羽毛球黃金大獎賽 | 黃金大獎賽 | 女子單打 | 冠軍   |
| 2015年 | 越南羽毛球大獎賽       | 大獎賽     | 女子單打 | 冠軍   |
| 2015年 | 世界青年羽毛球錦標賽   | 其他       | 混合團體 | 第四名 |
| 2016年 | 越南羽毛球國際挑戰賽   | 國際挑戰賽 | 女子單打 | 亞軍   |
| 2016年 | 美國羽毛球黃金大獎賽   | 黃金大獎賽 | 女子單打 | 亞軍   |
| 2016年 | 中華台北羽毛球大師賽   | 大獎賽     | 女子單打 | 亞軍   |
| 2017年 | 中國羽毛球大師賽       | 黃金大獎賽 | 女子單打 | 亞軍   |
| 2017年 | 中華台北羽球公開賽     | 黃金大獎賽 | 女子單打 | 冠軍   |
| 2017年 | 加拿大羽毛球大獎賽     | 大獎賽     | 女子單打 | 冠軍   |
| 2017年 | 紐西蘭羽毛球黃金大獎賽 | 黃金大獎賽 | 女子單打 | 亞軍   |
| 2019年 | 瑞士羽毛球公開賽       | 超級300賽  | 女子單打 | 亞軍   |
| 2019年 | 奧爾良羽毛球大師賽     | 超級100賽  | 女子單打 | 冠軍   |
| 2019年 | 大阪羽毛球國際挑戰賽   | 國際挑戰賽 | 女子單打 | 冠軍   |
| 2019年 | 韓國羽毛球大師賽       | 超級300賽  | 女子單打 | 準決賽 |
| 2022年 | 優霸盃                 | 其他       | 女子團體 | 季軍   |
| 2022年 | 新加坡羽毛球公開賽     | 超級500賽  | 女子單打 | 準決賽 |
| 2022年 | 台北羽毛球公開賽       | 超級300賽  | 女子單打 | 亞軍   |
| 2022年 | 加拿大羽球公開賽       | 超級100賽  | 女子單打 | 準決賽 |
| 2023年 | 蘇迪曼盃               | 其他       | 混合團體 | 季軍   |
| 2023年 | 亞洲運動會羽毛球比賽   | 其他       | 女子團體 | 銅牌   |
| 2024年 | 雪梨羽毛球國際賽       | 國際挑戰賽 | 女子單打 | 準決賽 |

| 2007-2017年 | 首要超級賽 | 超級賽 | 黃金大獎賽 | 大獎賽 | 國際挑戰賽 | 國際系列賽 | 未來系列賽 | 其他 |

| 2018-2026年 | 總決賽 | 超級1000賽 | 超級750賽 | 超級500賽 | 超級300賽 | 超級100賽 | 國際挑戰賽 | 國際系列賽 | 未來系列賽 | 其他 |

## 主要對賽紀錄
川上紗惠奈與主要對手的對賽成績如下（只列出對賽三次或以上對手，截至2018年5月26日）：

| 對手       | 對賽次數 | 對賽結果 | 對賽結果 | 總計 |
| 對手       | 對賽次數 | 勝       | 負       | 總計 |
| ---------- | -------- | -------- | -------- | ---- |
| 高橋沙也加 | 3        | 2        | 1        | +1   |
| 今別府香里 | 3        | 1        | 2        | -1   |
| 總計       | 6        | 3        | 3        | 0    |

| 對手                     | 對賽次數 | 對賽結果 | 對賽結果 | 總計 |
| 對手                     | 對賽次數 | 勝       | 負       | 總計 |
| ------------------------ | -------- | -------- | -------- | ---- |
| 金羅英                   | 3        | 3        | 0        | +3   |
| 莉昂丽·亚历山德拉·迈纳基 | 3        | 3        | 0        | +3   |
| 吳堇溦                   | 3        | 3        | 0        | +3   |
| 杨佳敏                   | 3        | 2        | 1        | +1   |
| 克里斯蒂·吉尔莫          | 3        | 1        | 2        | -1   |
| 其他選手                 | 92       | 69       | 23       | +46  |
| 總計                     | 107      | 81       | 26       | +55  |

## 外部連結
- 维基共享资源上的相關多媒體資源：川上紗惠奈